# Júlio Fogaça
Júlio de Melo Fogaça (Alguber, 1907-1980) fue un político portugués, militante y dirigente del Partido Comunista Portugués (PCP).

## Biografía
Hijo de comerciantes ricos, Fogaça nació en Alguber, municipio de Cadaval, en Portugal.
Pasó a formar parte del Secretariado del PCP en 1935, pero ese mismo año fue detenido y deportado a Tarrafal, en Cabo Verde, donde permaneció hasta 1940, beneficiándose de una amnistía. De regreso a Portugal continental, dirigió el grupo que reorganizó el PCP, buscando retomar contactos con la Internacional Comunista (el partido había sido expulsado de la organización en 1939). Fue detenido de nuevo en 1942 y reenviado a Tarrafal, de donde saldrá en 1945, de nuevo gracias a una amnistía.
En julio de 1946 participó en el IV Congreso del PCP, habiendo sido elegido para el Comité Central. Durante la década de 1950 adquiere importancia en la estructura interna del partido. Defendió la tesis del derrumbe pacífico del régimen dictatorial portugués, posición adoptada en el V Congreso del partido en septiembre de 1957.
Volvió a ser detenido en agosto de 1960, siendo liberado de nuevo en 1970. Sin embargo fue expulsado del PCP en 1961 bajo la acusación de homosexualidad y por la defensa de la solución pacífica, posición que recibió duras críticas del nuevo secretario general del partido, Álvaro Cunhal, que la clasificó de «desvío derechista».
Después de la revolución del 25 de abril de 1974, se reaproximó al PCP. Falleció en 1980, habiendo donado su herencia a la Academia de las Ciencias de Lisboa, que instituyó un premio de Historia con su nombre.